# Faux du cervelet

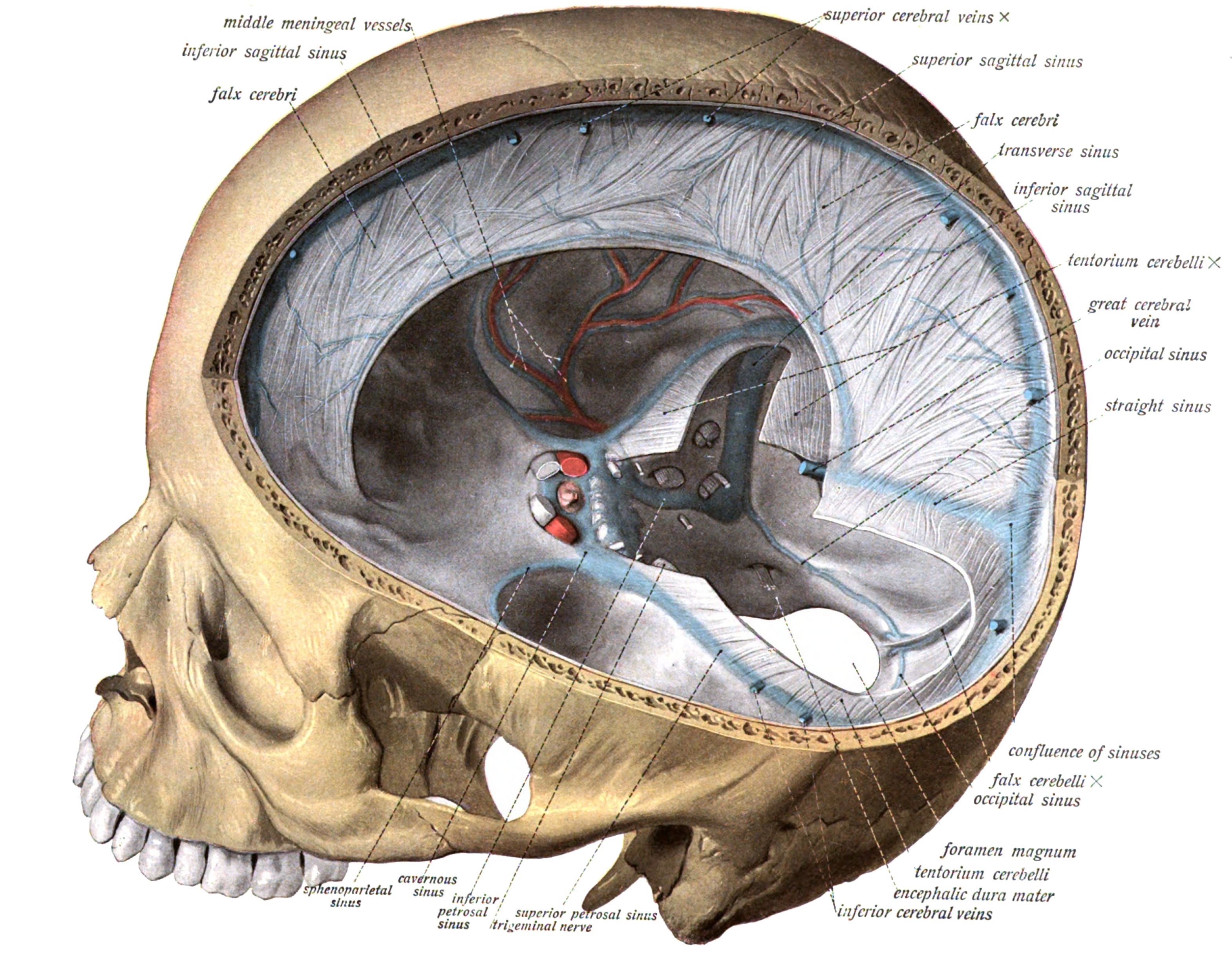
Dessin du crâne montrant la dure-mère - la faux du cervelet est légendée falx cerebelli.

La faux du cervelet est un repli de la dure-mère située dans la fosse postérieure du crâne, entre les hémisphères du cervelet. Il s'agit d'une lame dont la base, supérieure, est unie avec la tente du cervelet et le sommet, inférieur et bifurqué, rejoint les deux côtés du foramen magnum de l'os occipital. Le bord postérieur est relié à la dure-mère qui recouvre l'os occipital, tandis que le bord antérieur est libre, en rapport avec le vermis du cervelet. Il contient les sinus occipitaux postérieurs.